# Classe Sturgeon
La classe Sturgeon était une classe de sous-marin nucléaire d'attaque (SSN) en service dans la Marine des États-Unis depuis les années 1960 jusqu'en 2004. Ces sous-marins ont été éliminés dans les années 1990 et au début du XXIe siècle, tandis que leurs successeurs, la classe Los Angeles, suivie par Seawolf et Virginia, entraient en service.

## Histoire

### Planification et construction

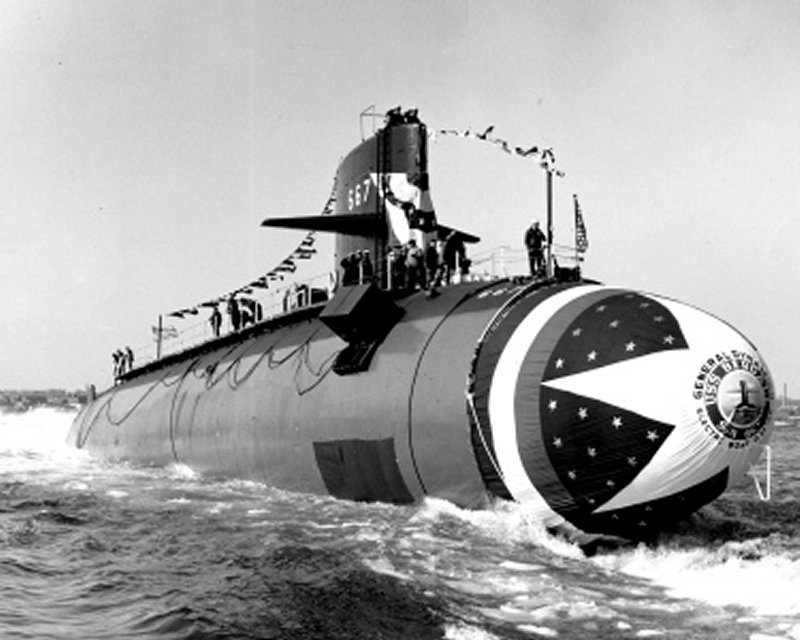
Lancement de l'USS Bergall (SSN-667) en 1968

Les sous-marins de classe Sturgeon, programmés dans les années 1950, furent essentiellement des variantes allongés et améliorées de la classe Thresher/Permit qui les a directement précédés. La principale différence fut un plus grand massif, permettant un retour des mâts de collecte de renseignement aux sous-marins nucléaires américains. Les barres de plongée montés sur le massif pouvaient tourner de 90 degrés, permettant au sous-marin de faire surface à travers une glace peu épaisse. Parce que le réacteur nucléaire S5W fut utilisé (le même que pour les Skipjack et Thresher/Permit) et son déplacement augmenté, la vitesse maximale du Sturgeon était de 26 nœuds, 2 nœuds moins rapide que les Thresher/Permit.
La classe Sturgeon fut la dernière classe à être construite sur 7 chantiers différents, ce qui permit à 37 sous-marins d'être mis en service dans un court délais de huit ans.

### Modification
Les neuf derniers Sturgeon furent allongés de 3 m pour fournir plus d'espace aux équipements de collecte de renseignements et faciliter l'utilisation de DDS (Dry Deck Shelter) des SEAL.
Plusieurs Sturgeon bateaux étaient modifications des dessins originaux à l'essai des façons de réduire le bruit.
- Le USS Narwhal (SSN-671), qui était presque une sous-classe à lui seul, fut complété par un réacteur S5G refroidi par convection naturelle plutôt que par des pompes et ne posséda pas de réducteurs, mais utilisa un système sophistiqué de turbine multi-étagée dans une tentative de réduire l'empreinte sonore des réducteurs. Ce dispositif de turbine fut considéré comme un échec en raison des complexes procédures d'échauffement et de refroidissement.
- Le USS Glenard P. Lipscomb (SSN-685) fut achevé en utilisant un gros moteur électrique pour la propulsion principale, plutôt qu'un entraînement direct à partir des turbines à vapeur. Les essais de la propulsion électrique ne furent pas considérés comme une réussite en raison du manque de fiabilité et il fut déclassé en 1989.
- Le Puffer (SSN-652) fut équipé avec des conditionneurs d'harmoniques de Raytheon, éliminant ainsi un problème de bruit des bus électriques inhérent à la classe. Cette fonctionnalité fut plus tard installée sur toute la classe.

### Période de service
La classe Sturgeon fut introduite dans les années 1960 et 1970, alors au plus fort de la guerre froide, avec ses deux classes précédentes Skipjack et Thresher/Permit. À partir des années 1970, l'introduction de la classe Los Angeles commença à remplacer la classe Sturgeon, après une période de service de 30 ans. Ainsi, ils furent désarmés de 1991 à 2004. Il était prévu de remplacer les sous-marins de classe Sturgeon par la Classe Seawolf, mais avec la fin de la guerre froide, seuls trois sous-marins de cette classe furent construits, entraînant une réduction globale de la flotte.

## Technologie

### Coque
La classe Sturgeon fut construite en deux versions. Les 28 premières unités faisaient 89 m de long, tandis que les neuf derniers sous-marins furent allongée d'environ trois mètres à 92 m. Ces navires allongés donnèrent de l'espace de vie et de travail supplémentaire, mais également de l'électronique en plus. La largeur était de 9,65 m et le tirant d'eau de 8,9 m. La coque était en forme de « goutte d'eau », permettant ainsi de réduire la traînée hydrodynamique en submersion, mais l'augmentant en surface et dégradant la tenue à la mer en surface.

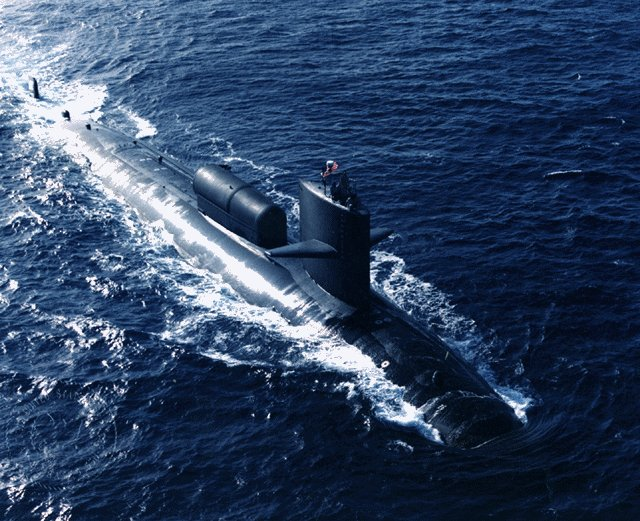
L' avec un DDS à l'arrière du massif

Les barres de plongée étaient fixées au massif, portant l'envergure totale à 11,6 m. Les barres pouvaient se mettre en position verticale afin de faciliter l'émergence à travers la glace arctique, et le massif et la partie supérieure du fuselage furent spécialement renforcés. Le massif était également significativement plus élevé que les sous-marins précédents, qui, tout en augmentant la résistance à l'eau et donc diminuant la vitesse, a également fourni plus d'espace pour les antennes.
La conception de l'intérieur des Sturgeon est toujours la même pour les sous-marins modernes : à l'avant se trouvait la salle des torpilles, et sous le massif, le centre des opérations. Vers la moitié arrière se trouvait la chambre du réacteur, qui en raison de son poids élevé devait être autant que possible au centre du navire, tandis que les locaux des machines se situaient à l'arrière.
Six des Sturgeon à coque allongée furent équipés pour transporter derrière le massif un Dry Deck Shelter (DDS). En outre, les navires pouvaient recevoir un sous-marin de sauvetage de la classe Mystic.
La profondeur maximale autorisée était d'environ 400 m, mais le risque de dommages était évalué à une profondeur de 600 m.

### Propulsion
Le système de propulsion se composait d'un réacteur à eau pressurisée de type S5W (S pour sous-marins, 5 pour cinquième génération de réacteurs nucléaires, W pour le fabricant, la Westinghouse Electric Corporation) et de deux turbines à vapeur. Ils étaient reliés à un arbre et à une hélice. Afin d'éviter autant que possible la cavitation et le bruit, l'hélice se composait de sept pâles en forme de faucille d'une longueur d'environ 1,8 m. Avec le moyeu de 0,9 m, l'ensemble de l'hélice avait une hauteur de 4,5 m.

La puissance du système était de 20 000 CV. L'autonomie du sous-marin était pratiquement illimitée, la recharge du réacteur avec du Combustible nucléaire n'étant nécessaires qu'après 60 000 milles. La vitesse maximale sous de l'eau variait entre 25 et 30 nœuds, et seulement 15 nœuds à la surface.

### Armements
L'armement des sous-marins de classe Sturgeon se composait de quatre tubes lance-torpilles d'un diamètre de 553 mm, construits sous le massif légèrement inclinés vers l'extérieur. Ils furent équipés pour transporter des missiles Harpoon, des missiles de croisière Tomahawk, et des mines MK CAPTOR 60 et MK37 SLMM, ainsi que des torpilles Mark 48.

### Électronique
Au début, les sous-marins furent équipés du sonar actif BQQ-2 et du sonar actif/passif BQS-6. Puis, sur les neuf derniers Sturgeon, ils furent équipés du sonar BQQ-5 en utilisant une partie des trois mètres supplémentaires. Ce sonar également actif/passif, installé à la proue derrière un capuchon en fibre de verre, fut également utilisé sur les sous-marins plus modernes de la classe Los Angeles. Il fut installé dans les années 1970 sur les anciens sous-marins de la classe. Le Sturgeon fut également la première classe équipée d'une flûte sismique.
Les radars situés sur les mâts étaient des BPS-14 ou BPS-15. Il y avait deux périscopes, qui différaient en termes de qualité d'image et de surface équivalente radar, et un total de quatre antennes pour la guerre électronique.

## Types de missions

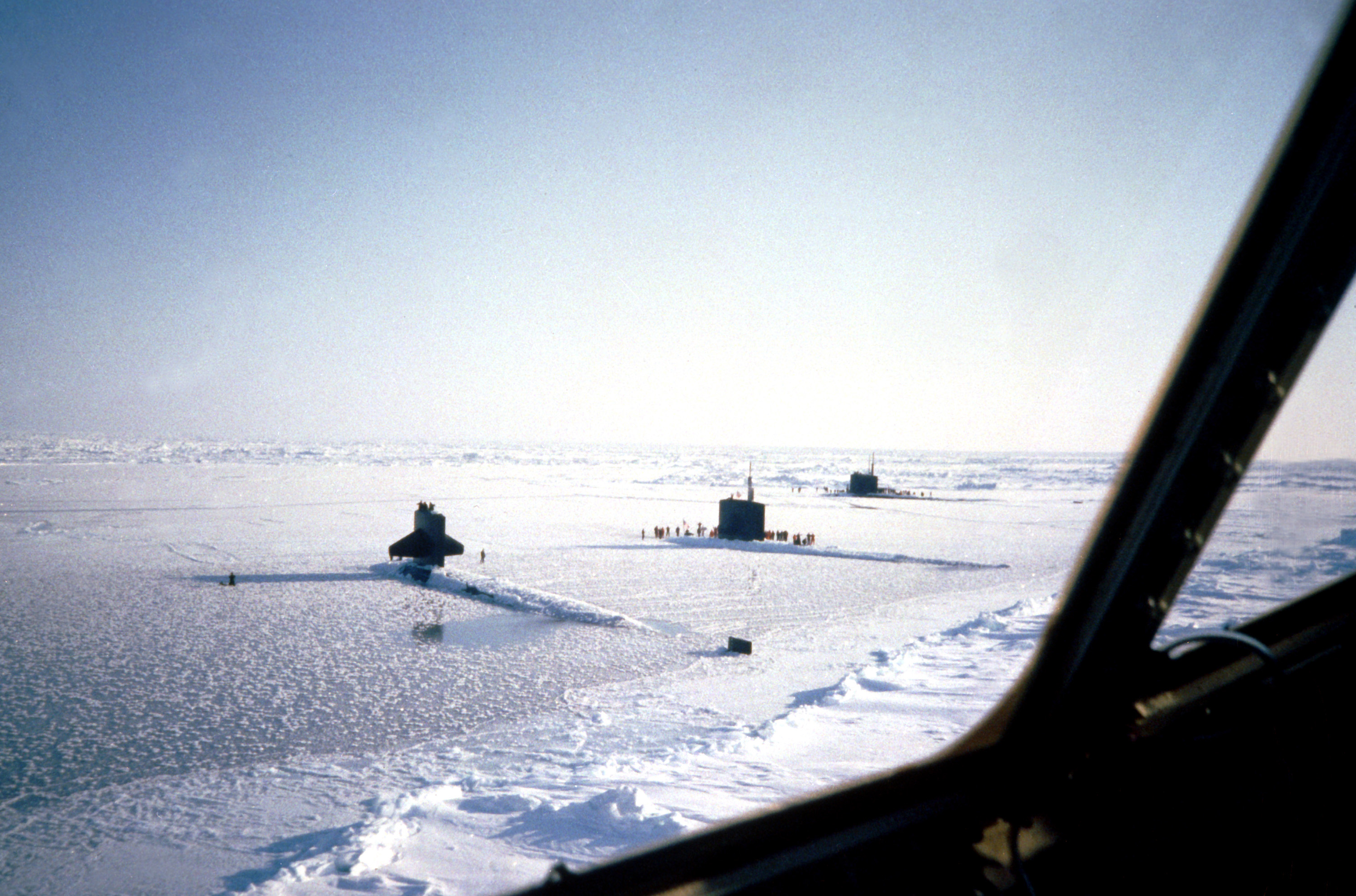
, et en surface au Pôle Nord géographique

En tant que sous-marin nucléaire d'attaque, la classe Sturgeon effectua les tâches typiques de cette catégorie de navire. Parmi automne escorte des groupes aéronavals ainsi que la filature des sous-marin nucléaire lanceur d'engins ennemis. En outre une autre mission était de garder le passage nommé GIUK afin d'être en mesure d'empêcher la marine soviétique d'avoir une ouverture dans l'océan Atlantique.
Grâce à son plus grand massif, et donc plus d'antennes pour la guerre électronique que leurs prédécesseurs, les sous-marins de classe Sturgeon eurent un rôle important comme navires espions. Selon une étude réalisée par le Belfer Center for Science and International Affairs de la John F. Kennedy School of Government de l'université Harvard, les sous-marins de la classe Sturgeon réalisèrent, de 1961 à 1975, 100 opérations de reconnaissance et d'espionnage dans les eaux territoriales de l'Union soviétique. Le but de ces voyages pouvait être, par exemple, d'intercepter les communications de l'ennemi ou d'espionner les essais de navires prototypes.
Comme ces sous-marins furent mentionnés comme étant spécialement équipé pour les opérations sous la glace, l'émergence à travers la glace arctique fut pratiquée régulièrement.

## Liste desSturgeon

### À coque raccourcie
- Sturgeon (SSN-637)
- Whale (SSN-638)
- Tautog (SSN-639)
- Grayling (SSN-646)
- Pogy (SSN-647)
- Aspro (SSN-648)
- Sunfish (SSN-649)
- Pargo (SSN-650)
- Queenfish (SSN-651)
- Puffer (SSN-652)
- Ray (SSN-653)
- Sand Lance (SSN-660)
- Lapon (SSN-661)
- Gurnard (SSN-662)
- Hammerhead (SSN-663)
- Sea Devil (SSN-664)
- Guitarro (SSN-665)
- Hawkbill (SSN-666)
- Bergall (SSN-667)
- Spadefish (SSN-668)
- Seahorse (SSN-669)
- Finback (SSN-670)
- Pintado (SSN-672)
- Flying Fish (SSN-673)
- Trepang (SSN-674)
- Bluefish (SSN-675)
- Billfish (SSN-676)
- Drum (SSN-677)

### À coque allongée
- Archerfish (SSN-678)
- Silversides (SSN-679)
- William H. Bates (SSN-680) (ex-Redfish)
- Batfish (SSN-681)
- Tunny (SSN-682)
- Parche (SSN-683)
- Cavalla (SSN-684)
- L. Mendel Rivers (SSN-686)
- Richard B. Russell (SSN-687)

### Dérivé
Deux autres sous-marins ont été fondés sur la coque de la classe Sturgeon, mais ont été modifiés pour des raisons expérimentales :
- Narwhal (SSN-671)
- Glenard P. Lipscomb (SSN-685)

## Accidents
Le 15 mai 1969, sur le 17e sous-marin de la classe, l'USS Guitarro, un accident assez rare se produisit : alors qu'il est  amarré à son chantier de construction de Mare Island Naval Shipyard, il coula dans une dizaine de mètres d'eau. Deux groupes de travailleurs des chantiers navals  avaient rempli et vidé de façon indépendante des citernes de ballast du sous-marin, entraînant une inclination vers avant et l'eau s'infiltra massivement à travers les écoutilles avants ouvertes. Il fut renfloué trois jours plus tard, et les dommages furent estimées entre 15,2 et 21,85 millions de dollars.
Le 20 juin 1970, l'USS Tautog se trouvait dans le nord de l'océan Pacifique au large de Vilioutchinsk, une base importante pour la Marine soviétique situés sur la péninsule du Kamtchatka. En essayant de pister le K-108, un sous-marin lanceur de missiles de croisière soviétique de classe Echo II, les sous-marins entrèrent en collision tandis que le K-108 exécutait apparemment une manœuvre connue sous le nom d'« Ivan le Fou ». L'USS Tautog subi des dommages à sa coque et lorsqu'il quitta les lieux, son équipage crut entendre le K-108 se briser et sombrer. Plus de trente ans plus tard, après l'effondrement de l'Union soviétique, il fut découvert que le K-108 avait réussi à retourner à Vilioutchinsk.
Le 20 mars 1993, l'USS Grayling pistait le sous-marin russe Novomoskovsk (K-407) de classe Delta IV lorsqu'ils entrèrent en collision. Heureusement, il ne percuta que la structure supérieure du Novomoskovsk, ce dernier ne subissant pas de sérieux dommages. 

## Sources et références
- (en) Cet article est partiellement ou en totalité issu de l’article de Wikipédia en anglais intitulé « Sturgeon class submarine » (voir la liste des auteurs).
- (de) Cet article est partiellement ou en totalité issu de l’article de Wikipédia en allemand intitulé « Sturgeon-Klasse » (voir la liste des auteurs).
- (en) Norman Polmar, The American Submarine, Nautical & Aviation Pub Co of Ame, 1983, 180 p. (ISBN 978-0-933852-38-9)
- (en) Norman Polmar, Cold War Submarines : The Design and Construction of U.S. and Soviet Submarines, 1945-2001, Potomac Books Inc., 2003, 430 p. (ISBN 978-1-57488-594-1, lire en ligne)
- (en) Robert Hutchinson, Submarines : from 1776 to the Present Day, Collins, 2002, 240 p. (ISBN 978-0007105588)